# EyeToy
EyeToy ist eine Kamera, die als Zusatzgerät für die PlayStation 2 erhältlich ist. Hierbei werden die Bewegungen des Spielers durch die Kamera aufgezeichnet und in das Spielgeschehen einbezogen. Das EyeToy wird wie eine Webcam mit der Konsole verbunden und ist zusätzlich mit einem eingebauten Mikrofon ausgerüstet. Erstmals erschien die EyeToy Kamera im Oktober 2003.
Das EyeToy wurde ursprünglich von Logitech hergestellt, neuere Modelle stammen von Namtai. Es wird per USB-Anschluss an die PlayStation 2 von Sony angeschlossen. Das Nachfolgermodell PlayStation Eye ist auch für die PlayStation 3 verfügbar.

## Spiele
Die ersten zwei Spiele, die das EyeToy unterstützten waren EyeToy: Play und EyeToy: Groove. Bei EyeToy: Play handelt es sich um eine Sammlung von zwölf kleinen Spielen, bei denen man beispielsweise boxen, tanzen, Teller drehen oder Ninjas wegschlagen kann. Bei Eye Toy: Groove besteht die Hauptaufgabe im Tanzen. Seit einiger Zeit ist auch EyeToy Play 3 erhältlich, das neben einigen überarbeiteten Versionen der schon altbekannten Spiele auch etliche Neuerungen enthält, sowie eine Software, die es ermöglicht, ein Zimmer etc. zu überwachen (Spy Toy). 
2005 erschien das Spiel EyeToy: Kinetic. Hierbei handelt es sich um einen virtuellen Home Trainer. Am Beginn wird ein individueller Trainingsplan erstellt, der dann abgearbeitet wird. Man kann sowohl die Ausdauer, als auch die Muskeln trainieren. Ob es das Fitnesscenter ersetzt, hängt vom Benutzer ab. Bei diesem Spiel war ein Weitwinkelobjektiv beigelegt, damit der ganze Körper auf dem Fernsehgerät erscheint. Am 14. November 2006 erschien die Fortsetzung EyeToy: Kinetic Combat, bei der man zusätzlich einige Grundlagen des Hung Gar erlernt.
Von Sega und dem Sonic Team wurde im Jahre 2004 das Spiel Sega Superstars veröffentlicht, welches ausschließlich mehrere EyeToy-Minispiele enthält, die in den Welten verschiedener Sega-Spieleserien stattfinden.
In diversen weiteren Spielen wird die EyeToy-Kamera optional unterstützt, darunter die SingStar-Reihe.

## Versionen
Mit Hilfe eines speziellen Windows-Treiber funktioniert die Kamera auch an einem Windows-PC. Bei aktuellen Linux-Versionen
wird die Kamera automatisch als Video4Linux-Kamera erkannt.
Die EyeToy-Kamera wurde ursprünglich in einem schwarzen Gehäuse ausgeliefert. Passend zur kleineren PS2-Slim-Konsole in der Farbe "satin silver" gibt es die Eye Toy Kamera inzwischen auch in silber. Sie ist baugleich mit der alten Version mit der Modellnummer SLEH-00031, nur kleiner.

## Vergleichbare Produkte
Für die Sega Dreamcast erschien, nur in Japan, die Dreameye-Kamera. Damit konnten Fotos erstellt und per Konsole über das Internet verschickt sowie per Zusatzsoftware verändert werden. Zusammen mit dem Dreamcast-Mikrofon konnte man Videochat nutzen.
Der Software-Hersteller freeverse bietet – dem gleichen Konzept folgend – eine Spielesammlung namens ToySight an. Benötigt werden dazu ein Macintosh-Computer und eine FireWire-Kamera wie beispielsweise Apples iSight.